# 刘若洙
刘若洙（？—？），汉军镶黄旗人，是一名清朝政治人物。
刘若洙曾于1760年接替李兆宏任南汇县知县一职，1761年由于方柱接任。